# (35459) Klaurieger
(35459) Klaurieger, désignation provisoire 1998 DG20, est un astéroïde de la ceinture principale de 5,150 km de diamètre découvert en 1998.

## Description
(35459) Klaurieger a été découvert le 27 février 1998 à l'observatoire d'Ondřejov, situé près du village de Ondřejov, à environ 35 km au sud-est de Prague (Tchéquie), par Lenka Šarounová.

### Caractéristiques orbitales
L'orbite de cet astéroïde est caractérisée par un demi-grand axe de 2,48 ua, un périhélie de 2,23 ua, une excentricité de 0,010 et une inclinaison de 8,56° par rapport à l'écliptique. Du fait de ces caractéristiques, à savoir un demi-grand axe compris entre 2 et 3,2 ua et un périhélie supérieur à 1,666 ua, il est classé, selon la JPL Small-Body Database, comme objet de la ceinture principale.

### Caractéristiques physiques
(35459) Klaurieger a une magnitude absolue (H) de 13,9 et un albédo estimé à 0,193, ce qui permet de calculer un diamètre de 5,150 km. Ces résultats ont été obtenus grâce aux observations du Wide-field Infrared Survey Explorer (WISE), un télescope spatial américain mis en orbite en 2009 et observant l'ensemble du ciel dans l'infrarouge, et publiés en 2011 dans un article présentant les premiers résultats concernant les astéroïdes de la ceinture principale.

## Étymologie
Cet astéroïde est nommé en l'honneur de Klaudia Ivanics-Rieger (1989–2023).